# (5669) 1985 CC2
(5669) 1985 CC2 là một tiểu hành tinh vành đai chính. Nó được phát hiện bởi Henri Debehogne ở Đài thiên văn La Silla ở Chile ngày 12 tháng 2 năm 1985.